# Aderus brevipilis
Aderus brevipilis es una especie de insecto coleóptero perteneciente a la familia Aderidae. Fue descrito científicamente por George Charles Champion en 1915.

## Distribución geográfica
Habita en Borneo.